# 日出谷村
日出谷村（ひでやむら）は、かつて新潟県東蒲原郡にあった村。

## 沿革
- 1889年（明治22年）4月1日 - 町村制施行に伴い、旧来の東蒲原郡日出谷村が村制施行して発足。
- 1955年（昭和30年）4月1日 - 東蒲原郡両鹿瀬村、豊実村と合併し、鹿実谷村となり消滅。

## 交通

### 鉄道路線
- 日本国有鉄道
  - 磐越西線
    - 日出谷駅